# 원수 (전한 무제)
원수(元狩)는 중국 전한(前漢) 무제(武帝)의 네 번째 연호이다. 기원전 122년에서 기원전 117년까지 6년 동안 사용하였다. 그러나 실제 연호의 사용은 기원전 113년에 시작된 것으로, 이때 앞의 연호를 소급 적용하였다. 실제 원수 연간에는 일반 세년을 사용했다. 뿔이 하나 달린 짐승이 잡혔는데, 이것을 기린으로 보았으며 상서로운 일이라고 하여 연호 이름을 정하였다.

## 연대대조표
| 원수 | 서력(西曆)                           | 간지(干支) |
| 원년 | 기원전 123년 10월 ~ 기원전 122년 9월 | 기미(己未) |
| 2년  | 기원전 122년 10월 ~ 기원전 121년 9월 | 경신(庚申) |
| 3년  | 기원전 121년 10월 ~ 기원전 120년 9월 | 신유(辛酉) |
| 4년  | 기원전 120년 10월 ~ 기원전 119년 9월 | 임술(壬戌) |
| 5년  | 기원전 119년 10월 ~ 기원전 118년 9월 | 계해(癸亥) |
| 6년  | 기원전 118년 10월 ~ 기원전 117년 9월 | 갑자(甲子) |

## 같이 보기
- 중국의 연호

| 이전 연호 원삭(元朔) | 중국의 연호 전한(前漢) | 다음 연호 원정(元鼎) |